# Aneby (commune)
Pour les articles homonymes, voir Aneby.
La commune d'Aneby est une commune suédoise du comté de Jönköping. 6 426 personnes y vivent. Son siège se trouve à Aneby.

## Localités
- Aneby
- Askeryds kyrkby
- Frinnaryd
- Haurida
- Hullaryd
- Sunhultsbrunn
- Vireda